# 布魯諾·懷爾
布魯諾·懷爾（德語：Bruno Weil，1949年11月24日—），是一位德國指揮家，現任多倫多塔菲爾古樂團首席客席指揮，亦是林茲布魯克納管弦樂團的首席客席指揮。

## 生平

### 歷略
布魯諾·懷爾出生於德國哈恩施泰滕。早年，他是汉斯·斯瓦洛夫斯基與法蘭柯·費拉拉的學生，並在展開職業生涯前贏得了幾個指揮賽事的獎項。1988年的萨尔茨堡音乐节，懷爾臨時代替赫伯特·冯·卡拉扬指揮莫扎特《唐·喬望尼》演出，使他開始受到注意。陸續任職於奥格斯堡（1981–89年）、杜伊斯堡（1989–2002年）等城市，擔任該地樂團的音樂指導。此外，懷爾的客席演出足跡則遍佈北美洲、歐洲、亞洲等地，與多支世界一線樂團均有合作，包括了柏林爱乐乐团、巴伐利亞國立管弦樂團、德累斯顿国家管弦乐团、维也纳爱乐乐团、维也纳交响乐团、洛杉矶爱乐乐团、蒙特利尔交响乐团、波士顿交响乐团、波士顿交响乐团等團體。
除巡迴演出之外，懷爾亦固定從事教學，他於慕尼黑音乐戏剧学院教授指揮，並多次前往萨尔茨堡莫扎特音乐大学指導暑期指揮班及國際學生。

## 獲獎與榮譽
- MIDEM Cannes唱片獎，1996年[b]
- 德國「回聲古典獎」最佳樂團，1996年[c]
- 德國「回聲古典獎」最佳指揮，1997年
- 德國「回聲古典獎」最佳歌劇錄音（17/18世紀組）[d]

## 評價
懷爾在古樂領域的詮釋，於現今的國際樂壇上佔有一席之地。除固定與塔菲爾古樂團合作外，懷爾亦主持了加州「卡梅爾巴赫音樂節」，以及巴伐利亚伊尔塞「聲響與空間」古樂音樂節（Klang und Raum）。與塔菲爾古樂團、啟蒙時代管弦樂團合作灌錄的早期作品錄音，是罕有他例的嘗試。

## 外部連結
- 官方网站
- 布魯諾·懷爾的Discogs页面（英文）
- 巴赫清唱劇.com網站的音樂家頁面 （页面存档备份，存于）